# Сероцк (гмина)
Сероцк (пол. Serock) — городско-сельская гмина (волость) в Польше, входит как административная единица в Легионовский повет, Мазовецкое воеводство. Население — 11 068 человек (на 2004 год). 

## Демография
| Перепись                       | Всего   | Всего | Женщины | Женщины | Мужчины | Мужчины |
| ------------------------------ | ------- | ----- | ------- | ------- | ------- | ------- |
| Единицы                        | человек | %     | человек | %       | человек | %       |
| Население                      | 11 068  | 100   | 5656    | 51,1    | 5412    | 48,9    |
| Плотность населения (чел./км²) | 101,6   | 101,6 | 51,9    | 51,9    | 49,7    | 49,7    |

## Административный центр
Гмина Сероцк состоит из города Сероцк, который исполняет функцию её административного центра, и 28 деревень.

## Сельские округа
1. Bolesławowo (Болеславово)
2. Borowa Góra (Борова Гура)
3. Cupel (Цупель)
4. Dębe (Дембе)
5. Dębinki (Дембинки)
6. Dosin (Досин)
7. Gąsiorowo (Гонсёрово)
8. Guty (Гуты)
9. Izbica (Избица)
10. Jachranka (Яхранка)
11. Jadwisin (Ядвисин)
12. Kania Nowa (Нова-Каня)
13. Kania Polska (Каня-Польска)
14. Karolino (Каролино)
15. Ludwinowo Dębskie (Людвиново-Дембске)
16. Ludwinowo Zegrzyńskie (Людвиново-Зегжиньске)
17. Łacha (Лаха)
18. Marynino (Марынино)
19. Nowa Wieś (Нова-Весь)
20. Skubianka (Скубянка)
21. Stanisławowo (Станиславово)
22. Stasi Las (Стаси-Ляс)
23. Szadki i Wola Kiełpińska (Шадки и Воля Келпиньска)
24. Święcienica (Свенценица)
25. Wierzbica (Вежбица)
26. Wola Smolana (Воля Смоляна)
27. Zabłocie (Заблоце)
28. Zalesie Borowe (Залесе-Борове)

## Соседние гмины
1. Гмина Насельск
2. Гмина Непорент
3. Гмина Покшивница
4. Гмина Помехувек
5. Гмина Радзымин
6. Гмина Сомянка
7. Гмина Велишев
8. Гмина Винница
9. Гмина Заторы